# 哈姆雷特 (伊利諾伊州)
哈姆雷特（英語：Hamlet）是位於美國伊利諾伊州默瑟縣的一個非建制地區。該地的面積和人口皆未知。

## 地理
哈姆雷特的座標為41°18′50″N 90°44′07″W / 41.31389°N 90.73528°W，而該地的平均海拔高度為246米（即807英尺）。